# Pyroderces tethysella
Pyroderces tethysella ist ein Schmetterling (Nachtfalter) aus der Familie der Prachtfalter (Cosmopterigidae). Der Name tethysella  ist von Tethys abgeleitet, einem Ozean, der sich vor etwa 200 Mio. Jahren zwischen dem Nordostteil Pangaeas, dem entstehenden Asien, und dem Südostteil Pangaeas (Ost-Gondwana) erstreckte (in etwa von Mitteleuropa bis östlich von Neuguinea).

## Merkmale
Die Falter erreichen eine Flügelspannweite von 9 bis 12 Millimeter. Der Kopf ist an der Stirn (Frons) weiß, der Scheitel (Vertex) und das Nackenbüschel sind gelblich weiß und mit braunen Schuppen durchmischt. Der Halskragen ist dorsal gelblich weiß und an den Seiten rötlich braun. Die ersten beiden Drittel der Fühler sind ockerfarben weiß und dunkelbraun geringelt. Das letzte Drittel ist in drei braune Abschnitte gegliedert, die jeweils aus vier bis fünf Segmenten bestehen. Das Fühlerbasisglied (Scapus) ist weiß und hat einen dunkelbraunen subapikalen Ring. Die Labialpalpen sind weiß. Das erste Segment ist sehr kurz. Das zweite Segment ist drei Viertel so lang wie das dritte Segment und außen stark graubraun gesprenkelt. Das dritte Segment hat einen undeutlichen, dunkelbraunen subapikalen Ring. Der Thorax ist gelblich weiß und hat hinten einen rötlich braunen Fleck. Die Tegulae sind rötlich braun. Die Vorderbeine sind dunkelgrau. Die Tibien haben weiße subbasale, mediale und subapikale Ringe. Die mittleren Beine haben im Gegensatz zu den Vorderbeinen weiße Femura, die vierten und fünften Tarsenglieder sind weiß. Die Hinterbeine sind ebenso gefärbt wie die Vorderbeine. Die Sporne sind weiß und außen in der basalen Hälfte dunkelgrau gesprenkelt.
Die Vorderflügel sind rötlich braun. Ein stark dunkelbraun gesprenkelter, weißlicher Strich beginnt an der Costalader bei 1/5 der Vorderflügellänge. Er ist nach innen zur Analfalte gebogen und trifft bei 3/4 der Vorderflügellänge wieder auf die Costalader. Ein weißlicher Strich reicht von der Basis des Flügelinnenrandes bis zu 1/3 der Flügellänge. Er ist zur Analfalte gebogen und endet am Costalstrich. An der Innenseite ist er von einem dunkelbraunen Fleck gesäumt. Ein kurzer, weißlicher Strich beginnt an der Mitte des Flügelinnenrandes und reicht bis zum Innenwinkel. Er ist innen dunkelbraun gesäumt. Im Diskalbereich befindet sich ein kleiner, weißlicher, dunkelbraun durchmischter Fleck, der als undeutlicher, weißer schmaler Strich am Flügelinnenrand zur Flügelspitze verlängert ist. Auf den Fransenschuppen an der Costalader liegt kurz vor der Flügelspitze ein kleiner, dunkelbrauner Strich. Die Färbung der Fransenschuppen am Apex reicht von dunkelbraun über rötlich braun und weißlich bis zu ockergrau am Flügelinnenrand. Auf den Fransenschuppen des Flügelinnenrandes befinden sich in der Nähe der Flügelspitze zwei kurze, aber deutliche dunkelbraune Linien.
Die Hinterflügel sind grau und haben ockergelbe Fransenschuppen. Das Abdomen ist dorsal dunkelgrau, die ersten beiden Segmente sind rötlich braun getönt. Ventral sind die Segmente weiß. Das Afterbüschel ist weiß.
Bei den Männchen ist das Tegumen breit und verjüngt sich distal. Der rechte Teil ist länger als der linke. Das rechte Brachium ist gekrümmt und hat einen breiteren und abgeflachteren Apex als das linke Brachium. Es ist ungefähr zweimal so lang und stärker gekrümmt wie das linke Brachium. Die Valven sind lang, schmal, leicht nach oben gekrümmt und mit einem beborsteten basalen Lobus versehen. Der Aedeagus ist sehr kurz, nahezu quadratisch und hat eine kurze, höckerförmige Spitze. Die Manica ist in der basalen Hälfte zylindrisch, in der distalen Hälfte verjüngt sie sich und hat eine leicht gekrümmte Spitze. Die linke Valvella ist lang, schlank und keulenförmig. Sie ist etwas kürzer als der Aedeagus. Die rechte Valvella ist sehr kurz und rundlich. Die Genitalarmatur der Männchen ähnelt der von Pyroderces klimeschi, unterscheidet sich aber durch die längere und schlankere linke Valvella.
Bei den Weibchen sind die Apophyses anteriores ungefähr zwei Drittel so lang wie die Apophyses posteriores. Das Sterigma ist groß und knollenförmig. Es verjüngt sich vorn und hat in der Mitte eine gekrümmte, sklerotisierte Wulst. Der Ductus bursae ist schmal und etwas länger als das Corpus bursae. Das Corpus bursae ist länglich, die Signa bestehen aus zwei unregelmäßigen Stachelreihen.

## Verbreitung
Pyroderces tethysella ist in Spanien, Tunesien und Zentralasien (Tadschikistan) beheimatet.

## Biologie
Die Biologie der Art ist unbekannt. Die Falter wurden zwischen Mitte August und Anfang Oktober gesammelt.

## Belege
1. 1 2 3 4 5 6 7 8  J. C. Koster, S. Yu. Sinev: Momphidae, Batrachedridae, Stathmopodidae, Agonoxenidae, Cosmopterigidae, Chrysopeleiidae. In: P. Huemer, O. Karsholt, L. Lyneborg (Hrsg.): Microlepidoptera of Europe. 1. Auflage. Band 5. Apollo Books, Stenstrup 2003, ISBN 87-88757-66-8, S. 126 (englisch).
2. ↑  Pyroderces tethysella bei Fauna Europaea. Abgerufen am 21. Januar 2012